# Tulipa sylvestris
Espèce
Classification phylogénétique
La Tulipe des bois ou Tulipe sauvage (Tulipa sylvestris) est une espèce géophyte qui appartient à la famille des Liliacées. C'est une des quelque dix tulipes indigènes en Europe.

## Étymologie

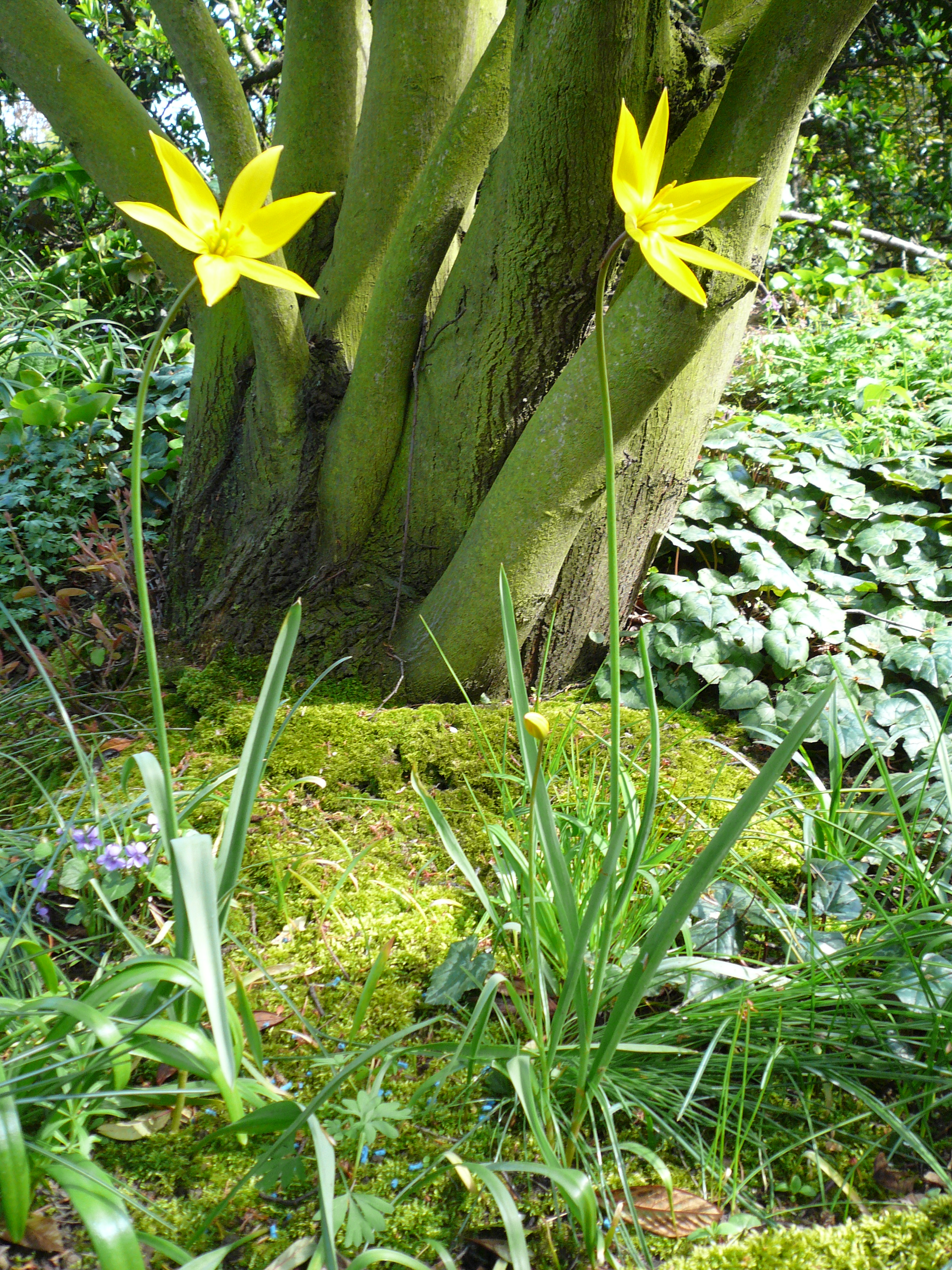
Port de la plante.

Tulipa vient du persan signifiant turban; sylvestris sauvage en latin.

## Description
C'est une plante à bulbe. La tulipe sauvage est fine et élancée, à feuilles linéaires radicales et fleur solitaire jaune très lumineuse et parfumée. Comme pour les autres tulipes, la fleur a 3 sépales et 3 pétales, constituant 6 tépales semblables. Cependant, chez cette tulipe, sépales et pétales ne sont pas identiques. Les sépales sont un peu plus étroits que les pétales, et ils ont tendance à se courber plus ou moins fortement vers l'extérieur quand la fleur s'ouvre, ils s'enroulent même parfois, alors que les pétales restent le plus souvent courbés légèrement vers l'intérieur de la fleur. Cette différence d'orientation des sépales et des pétales lui donne un profil particulier et élégant.

## Distribution
Cette espèce de tulipe est celle qui a la plus vaste aire de distribution, avec de nombreuses formes décrites et encore mal classifiées. Elle est présente en Europe du Sud depuis la péninsule Ibérique aux Balkans, ainsi qu'au Proche-Orient et en Afrique du Nord. Elle est très répandue et abondante en Europe de l'Est dans la steppe jusqu'au sud de la Sibérie, l'Asie centrale et l'ouest de la Chine. Elle a été introduite comme plante ornementale à partir de la Renaissance en Europe occidentale et jusqu'en Europe du Nord, où elle semble avoir été auparavant absente, et elle y est retournée à l'état sauvage, notamment comme plante messicole. On la trouve ainsi de nos jours aux Pays-Bas, en Belgique, en Allemagne, au Luxembourg, en Suisse, au Danemark, dans les îles Anglo-Normandes etc. On la trouve dans presque toute la France où elle est naturalisée depuis le XVIe siècle.
Tulipa sylvestris australis est une sous-espèce (parfois classée comme une espèce distincte) considérée comme autochtone en Europe du sud et en Afrique du Nord. Elle est présente dans le sud de la France jusqu'en Savoie.

## Habitats
Plutôt rare en Europe de l'Ouest, on la rencontre en particulier dans les vergers et les vignes (qu'elle peut densément envahir), et dans une moindre mesure dans les champs négligés, les talus routiers et les bois clairs plutôt secs et calcaires. Dans le Bassin méditerranéen elle fréquente divers milieux méditerranéens et montagnards. En Europe de l'Est et en Asie centrale, elle abonde surtout dans les steppes.

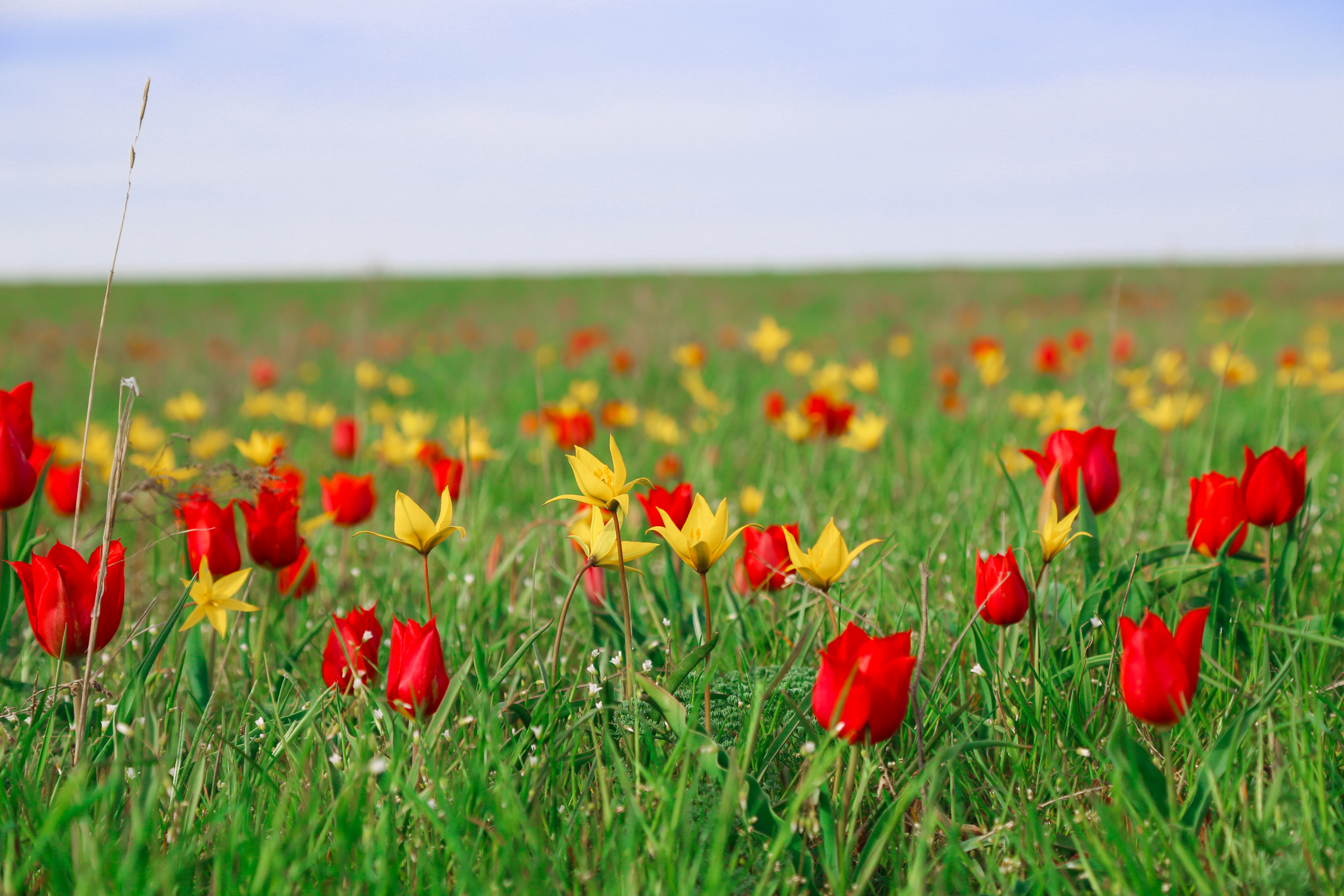
Dans la steppe d'Europe de l'Est, Tulipa sylvestris cohabite souvent avec Tulipa suaveolens.
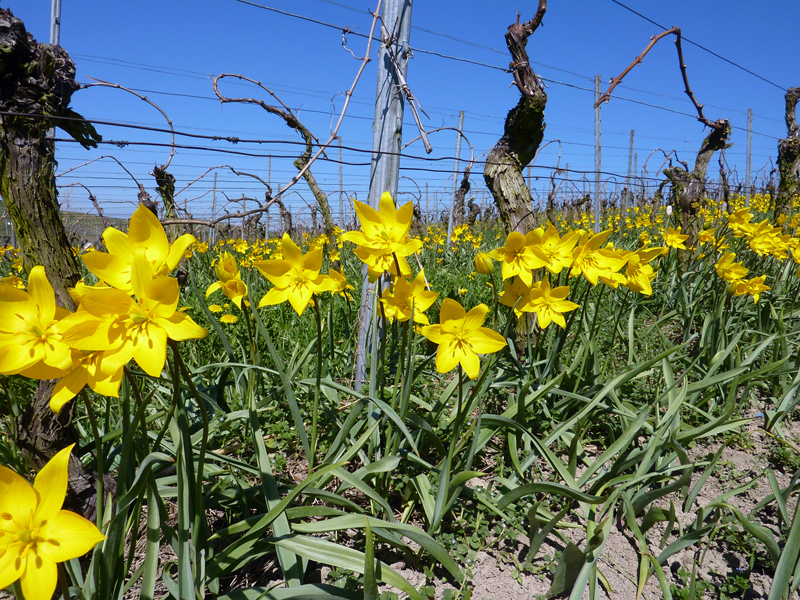
Tulipa sylvestris est surtout une plante messicole en Europe de l'Ouest, notamment dans les vignes.

## Galerie

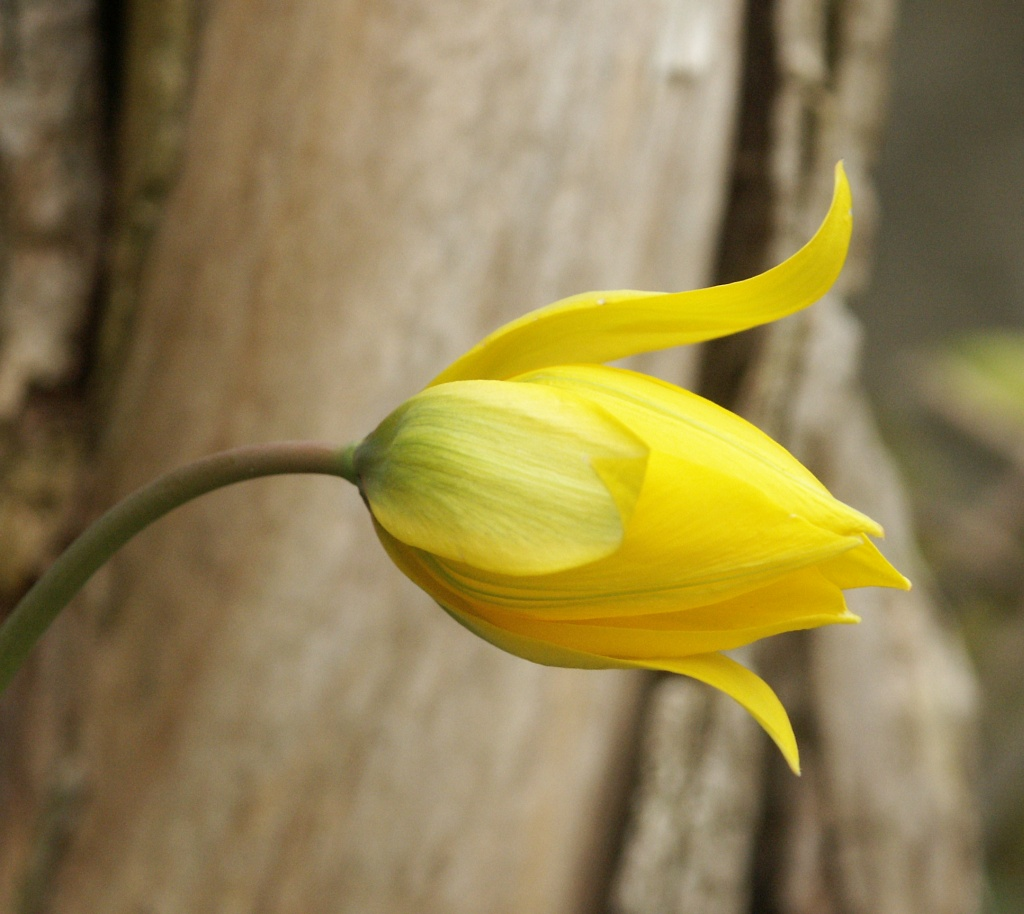
La fleur s'ouvrant. Les sépales se courbent parfois fortement.
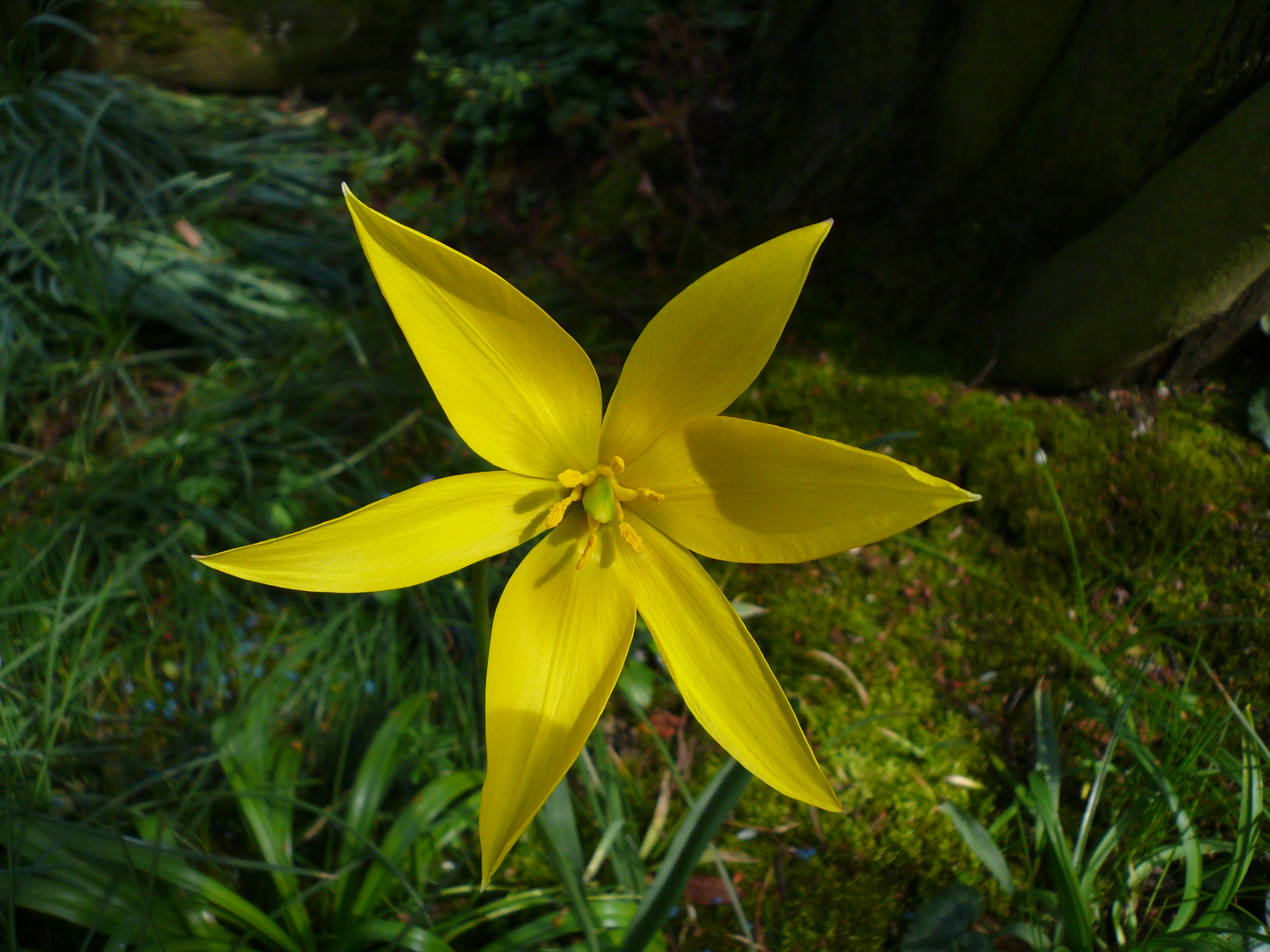
Une fleur ouverte.
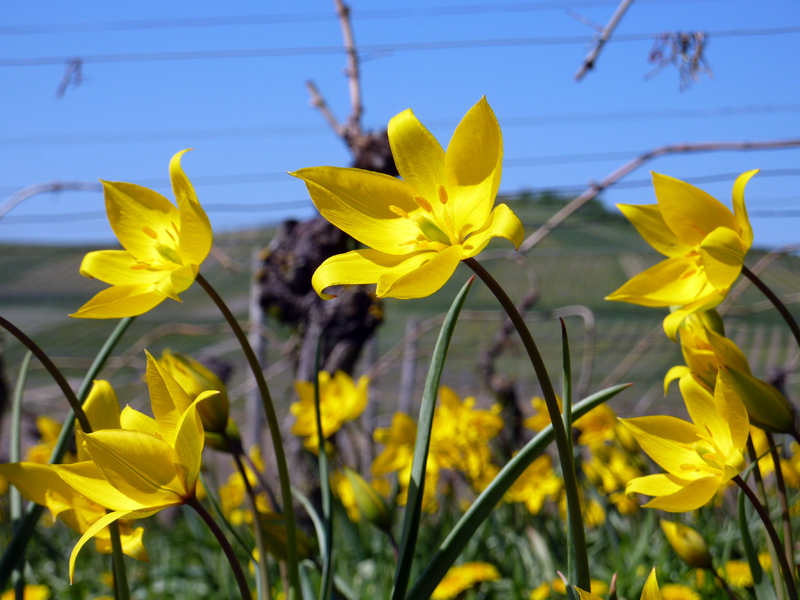
Des fleurs ouvertes dans une vigne.
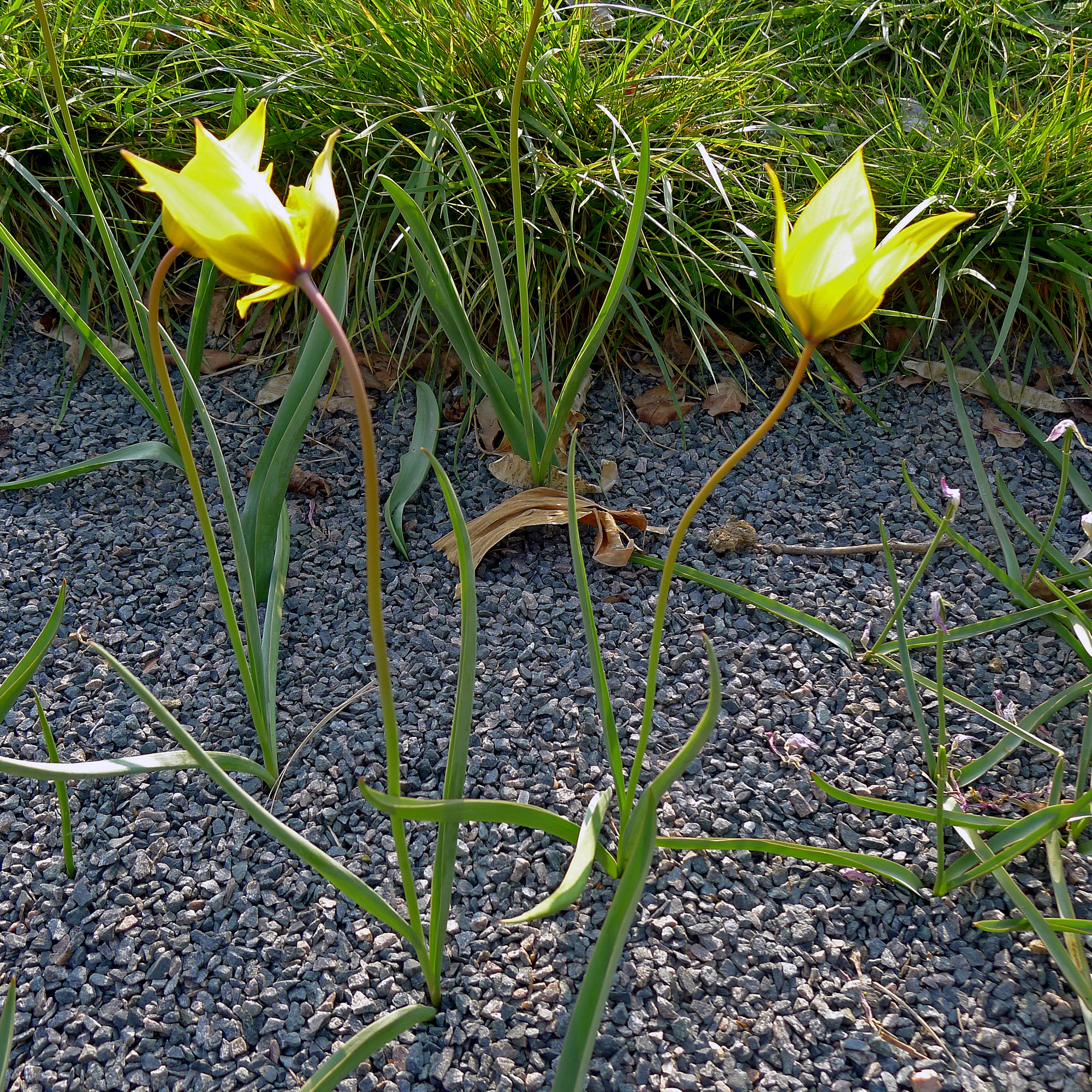
C'est une tulipe légère et gracile.
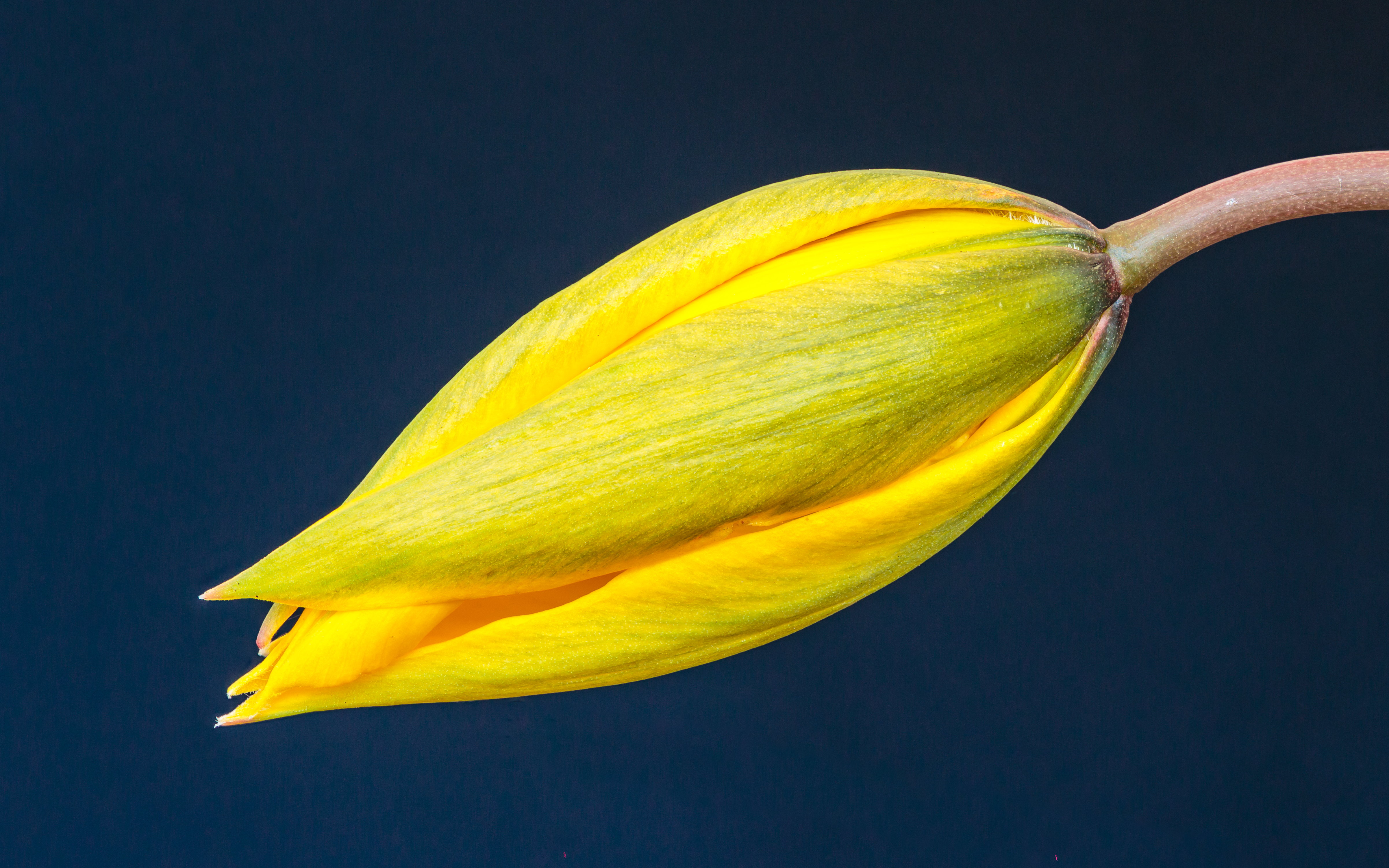
Fleur de Tulipa sylvestris au De Famberhorst (nl). Avril 2022.